# 왕재산 사건
왕재산 사건(旺載山 事件)은 조선민주주의인민공화국의 지령을 받아 간첩 행위를 한 혐의로 김덕용 외 5명이 중형을 선고받은 사건이다. 관련자의  이적 행위 혐의는 유죄판결이 내려졌지만, 왕재산이라는 단체 결성 혐의에 대해서는 증거 불충분으로 무죄판결이 내려졌다.

## 경과
- 2011년 7월 8일, '북한 225국(옛 조선로동당 대외연락부)의 국내 지하당' 조직 총책으로 10여년간 인천지역을 중심으로 활동하며 북한에 국내 정세를 보고한 혐의로 IT업체 대표 김모씨를 구속했다. 국정원은 묵비권을 행사하고 있는 김씨의 컴퓨터 파일에서 단서를 찾아내 민노당 전 당직자, 미디어업체 대표 유모씨 등 4명을 국가보안법 위반 혐의로 구속했다.[1]

- 초기에 '일진회' 사건으로 알려졌으나[2] 7월말 사건 보도시에는 왕재산 사건으로 이름이 달라졌다.[3]

- 2011년 8월 25일 서울중앙지검 공안1부(부장 이진한)는 북의 노동당 225국 지령을 받아 반국가단체인 이른바 ‘왕재산’이란 지하혁명조직을 결성하여 국내 정치동향과 군사정보 등을 보고하고 중앙정치 무대로 침투하며 진보세력통합에 영향력을 행사하는 등 공작을 벌여온 혐의(국가보안법 위반)로 이 조직의 총책 김 아무개 씨와 인천지역책 임 아무개 씨, 서울지역책 이 아무개 씨 등 5명을 구속기소했다고 밝혔다.[4][5]

- 2012년 2월 23일 서울중앙지법 형사합의24부(재판장 염기창)는 간첩행위에는 유죄를, 단체인 왕재산을 결성한 것에는 "증거가 부족하다"며 무죄를 선고하였으며, 최대 9년의 징역형을 선고하였다.[6]

- 2013년 2월 8일 서울고법 형사4부(성기문 부장판사)는 간첩단 '왕재산'을 조직해 주도적으로 활동한 혐의(국가보안법 위반 혐의)로 1심에서 징역 9년을 선고받은 김모(50)씨에 대해 징역 7년과 자격정지 7년을 선고했다. 같은 혐의로 기소된 임모 씨 등 3명은 징역 4∼5년 및 자격정지를, 가담 정도가 가벼운 유모 씨는 징역 1년에 집행유예 2년을 선고했다. 이들도 모두 형량이 줄었다. 재판부는 "수집한 국가기밀이나 배포한 이적표현물이 국가안보를 심각하게 위협할 만큼 중대하다고는 볼 수 없는 점을 고려했다"고 덧붙였다.

1심에서 무죄로 판단한 국보법상 반국가단체 결성 혐의에 대해서는 "증거가 부족하다"며 항소심 재판부 역시 무죄로 판단했다. 또 이적표현물 소지와 북한공작원과의 통신·회합 등 1심이 유죄로 판단한 일부 혐의 역시 무죄로 봤다.

## 관련 사항
- 법원 사건: 대법원2013도2511 서울고등법원2012노805 서울중앙지방법원2011고합1131 / 1143 / 1144 / 1145/ 1146
- 왕재산 사건 재판 과정에 자문 교수로 참여하였던 오길영 신경대 경찰행정학과 교수는 디지털 포렌식 측면에서 검찰이 제시한 디지털 증거에 대한 문제가 많으며, 디지털 증거의 증거 능력에 대한 원칙을 세워야 한다고 주장하였다.[8]